# 江見健二朗
江見 健二朗（えみ けんじろう）は、日本のスポーツカイト選手。法政大学体育会アメリカンフットボール部出身
1998年、世界最高峰を競うスポーツカイトワールドカップ1998にて世界チャンピオンに輝いた日本チーム「アフターショック」のリーダー。
世界のカイトフィールド（アメリカ、フランス、オーストラリア、ブラジル、スペイン）を体験した彼は、世界中のカイト文化を日本に伝えるために活動中。カイトの体験講習会、競技会等のイベントを企画し、更なるカイト文化の普及に努めている。
現在は、マーケティングディレクターとしてアウトドアフィールドを拠点に活動中。